# Gottschea aligera
Gottschea aligera là một loài rêu trong họ Schistochilaceae. Loài này được (Nees & Blume) Nees mô tả khoa học đầu tiên.